# Plesiothrips williamsi
Plesiothrips williamsi är en insektsart som beskrevs av Ian A. Hood 1940. Plesiothrips williamsi ingår i släktet Plesiothrips och familjen smaltripsar. Inga underarter finns listade i Catalogue of Life.